# Symphonie no 36 de Mozart
Linz
Pour les articles homonymes, voir Symphonie no 36.
La Symphonie no 36 en ut majeur, dite « Linz », KV 425, de Wolfgang Amadeus Mozart a été composée en 1783, alors que le compositeur était âgé de 27 ans.

## Historique
Lors de l’été 1783, Mozart, marié depuis une année avec Constance Weber, est parti avec son épouse à Salzbourg, chez son père. En effet, il avait pour but d’apaiser les relations tendues entre sa femme et Leopold. Mais sa tentative ne réussit pas et en octobre, il décide, déçu de l’attitude de son père, de rentrer à Vienne où il résidait. Ce départ de Salzbourg est aussi et surtout motivé par une tragique nouvelle. Un matin le couple reçoit une lettre d'un ami (le Baron Wetzlar) qui les informe du décès de leur premier enfant Raimund Léopold Mozart âgé de quelques semaines (né le 18 juin 1783) et qui avait été confié à une nourrice de Vienne avant le départ du couple pour Salzbourg. En chemin, le couple fit étape à Linz, le 30 octobre.
On leur offrit gracieusement l’hospitalité et on convia Mozart à donner le 4 novembre 1783 un concert public au théâtre de Linz. Mais le compositeur, parti « en vacances », n’avait aucune partition de ses œuvres sur lui ; comme il l’écrivit catastrophé à son père, il « était contraint d’écrire une symphonie à toute allure ». Inutile d’ajouter que le soir du concert, la symphonie était achevée, les parties copiées et que la première fut exécutée, probablement sans répétition. La Symphonie no 36 en ut majeur était née. Elle est devenue rapidement très populaire et reste aujourd’hui l’une des œuvres symphoniques les plus jouées du Maître.

## Instrumentation
| Instrumentation de la symphonie no 36                                  |
| Cordes                                                                 |
| Premiers violons, seconds violons, altos, violoncelles et contrebasses |
| Bois                                                                   |
| 2 hautbois et 2 bassons                                                |
| Cuivres                                                                |
| 2 cors en ut et 2 trompettes en ut                                     |
| Percussions                                                            |
| Timbales (en ut et sol)                                                |

## Structure
Cette symphonie adopte un schéma très classique, caractéristique des œuvres de Haydn et des tardives de Mozart :
1. Adagio, Allegro spiritoso, en ut majeur, adagio : à 
, mesures 1-19, allegro con spirito : à , mesures 20-287, section répétée deux fois (mesures 20 à 121)
2. Andante, en fa majeur, à 
, 104 mesures, deux sections répétées deux fois (mesures 1 à 36 et mesures 37 à 104)
3. Menuet et Trio , en ut majeur, à 
, 32 + 24 mesures
4. Presto, en ut majeur, à 
, 416 mesures

Durée : environ 38 minutes
Introduction de l'Adagio :
La lecture audio n'est pas prise en charge dans votre navigateur. Vous pouvez télécharger le fichier audio.
Introduction de l'Allegro spiritoso :
La lecture audio n'est pas prise en charge dans votre navigateur. Vous pouvez télécharger le fichier audio.
Introduction de l'Andante :
La lecture audio n'est pas prise en charge dans votre navigateur. Vous pouvez télécharger le fichier audio.
Première reprise du Menuetto :
La lecture audio n'est pas prise en charge dans votre navigateur. Vous pouvez télécharger le fichier audio.
Première reprise du Trio :
La lecture audio n'est pas prise en charge dans votre navigateur. Vous pouvez télécharger le fichier audio.
Introduction du Presto
La lecture audio n'est pas prise en charge dans votre navigateur. Vous pouvez télécharger le fichier audio.
L’introduction du premier mouvement est un Adagio à l’ancienne, de facture clairement haydnienne, qui, comme l’écrivit un observateur lors de la création à Vienne de l’œuvre, « éveille l’attente de quelque chose d’exalté ».
Elle n’est pas trompeuse : l’Allegro con spirito qui lui succède est un exemple parfait de l’écriture classique en termes de symphonies. De proportions rigoureuses, mouvement joyeux mais au noble maintien, il oscille entre un sentiment héroïque qui s’affirme et une grâce suave et spirituelle, de telle sorte qu’il risque constamment de tomber dans une théâtralité décevante s’il est mal interprété.
Le Poco Adagio, que l’on note souvent Andante, est particulièrement remarquable par la multiplicité des thèmes secondaires, pleins de méditations interrogatives au caractère caressant et apaisant, très mélodieux.
Le Menuet est absolument miraculeux, avec son alternance très rapide - presque sur chaque note -, d’ombre et de lumière, de plein et de creux. La deuxième partie du menuet, avec sa tension imperceptible vers l’aigu, cette attirance vers la lumière du dessus, est sans exemple. Le trio est stupéfiant : il paraît rythmiquement bancal, dissymétrique (décalages déjà annoncés dans le menuet, comme Mozart allusif et malin savait le faire), et se permet une petite incursion vers le canon, qui se révèle incapable de seulement assombrir la grâce indépassable de la ligne. Ce trio a une originalité: il est joué par un hautbois solo dans sa première partie, lequel est relayé par les cordes dans la seconde, et par un basson qui paraît répondre au hautbois de la première.
Constituant un contraste avec le mouvement précédent, le finale Presto apollinien conduit l’œuvre vers une péroraison et un triomphe qui le rapproche de la Symphonie no 35 en ré « Haffner », KV 385. Ce finale reprend la même alternance d'ombre et de lumière, mais sur une échelle beaucoup plus longue. C'est encore un trait proprement mozartien que de prendre une idée très brève, une thème court, et de l'allonger dans un autre mouvement. C'est ainsi qu'on alterne constamment le majeur et le mineur. On ne sait si on est dans l'angoisse, le tragique, ou le solaire et l'accompli. Le dialogue instrumental, lui aussi, atteint dans ce mouvement un sommet.